# Pierre-Charles Krieg
 (novembre 2013).
Pierre-Charles Krieg, né le 18 janvier 1922 à Lille et mort le 6 juin 1998 à Paris 14e, est un avocat et homme politique français.

## Biographie
Étudiant, il participe au défilé du 11 novembre 1940 sur les Champs-Élysées bravant l'occupation allemande. Entré dans la Résistance, il est arrêté et déporté. Il s'évade en 1943 et rejoint, dès 1947, le RPF du général de Gaulle, dont il demeure un fidèle.
Devenu avocat, il est aussi député de la première circonscription de Paris de 1962 à 1986. Il est élu président de la commission des Lois en 1972.
Entré au conseil de Paris en 1971, il devient maire du 4e arrondissement de Paris entre 1983 et 1997.
Membre du Conseil de l'Europe comme représentant de la France de janvier 1969 au 19 mai 1972, puis du 2 juillet 1973 au 30 juin 1975, il siège ensuite dans le premier Parlement européen élu au suffrage universel.
Il préside le conseil régional d'Île-de-France entre 1988 et 1992.
Pour raisons de santé, il démissionne de la mairie du 4e en juin 1997, cédant son poste à l'UDF Lucien Finel.

## Polémique
En 1996, Pierre-Charles Krieg tente d'interdire les "Rainbow flags" (drapeaux gays) au fronton des bars LGBT. Après une vive polémique, 'l'affaire des drapeaux" prend fin : ils seront finalement maintenus. 